# Софија Буш
Софија Ана Буш (енгл. Sophia Anna Bush; рођена 8. јула 1982. године у Пасадени, Калифорнија, САД) је америчка глумица, позната по улози Брук Дејвис у серији Три Хил.

## Приватни живот
16. априла 2005. године, Буш се удала за још једну звезду серије Три Хил, Чеда Мајкла Марија. Пре него што су се венчали, забављали су се готово две године. Ипак, након пет месеци брака, објавили су да се разводе. Развод је финализован у децембру 2006. Након развода, до августа 2007. године се забављала са колегом из филма Stay Alive Џоном Фостером.
У децембру 2007. године, New York Daily News је преносио вест о томе како Бушова сада излази с другом звездом серије Три Хил, Џејмсом Лафертијем. Иако су порекли да су заједно, трач наставља да се шири, јер су недавно фотографисани заједно на једној утакмици.
У фебруару 2008. године, Буш се појавила на митингу Барака Обаме, у оквиру кампање за председничке изборе у САД. Бушова је рекла како Обама има савремене погледе и да би сви млади требало да га подрже на овим изборима.

## Филмографија

### Филмови
| Улоге Софија Буш |                        |               |                |                |
| Година           | Српски назив           | Изворни назив | Улога          | Напомена       |
| 2002.            |                        |               | Сали           |                |
| 2003.            |                        |               | Бет            |                |
| 2005.            |                        |               | Зое            |                |
| 2006.            |                        |               | Октобер Бантам |                |
| 2006.            | Џон Такер мора да умре |               | Бет            |                |
| 2007.            | Аутостопер             |               | Грејс Ендруз   |                |
| 2008.            |                        |               | Мери           |                |
| 2008.            |                        |               | Кети Попович   |                |
| 2010.            |                        |               | Зое            | (преговара се) |

### Телевизија
| Улоге Софија Буш |              |               |               |          |
| Година           | Српски назив | Изворни назив | Улога         | Напомена |
| 2002.            |              |               | Кери Оур      |          |
| 2003.            |              |               | Кејти Фланери |          |
| 2003−2012.       | Три Хил      |               | Брук Дејвис   |          |
| 2003.            |              |               | Фејт Мекензи  |          |
| 2003.            | Режи ме      |               | Ридли         |          |
| 2005.            |              |               | себе          |          |

## Награде
| Година | Награда                           | Категорија                  | Резултат   | Пројекат |
| ------ | --------------------------------- | --------------------------- | ---------- | -------- |
| 2005.  |                                   | Глумица у ТВ драми          | Номинација | Три Хил  |
| 2006.  |                                   | Глумица у ТВ драми          | Номинација | Три Хил  |
| 2007.  |                                   | Звезда у успону             | Освојено   |          |
| 2007.  |                                   | Глумица у филмској комедији | Освојено   |          |
| 2007.  | Глумица у филмском хорору/трилеру | Освојено                    |            |          |
| 2007.  | Најбоља нова глумица              | Освојено                    | /          |          |
| 2008.  |                                   | Глумица у ТВ драми          | Номинација | Три Хил  |